# Millettia nutans
Millettia nutans är en ärtväxtart som beskrevs av Sousa. Millettia nutans ingår i släktet Millettia och familjen ärtväxter. Inga underarter finns listade i Catalogue of Life.